# Veronica Carstens
Pour les articles homonymes, voir Carstens.
Veronica Carstens, née Veronica Prior le 18 juillet 1923 à Bielefeld et morte le 25 janvier 2012, est une femme médecin allemande, épouse de Karl Carstens, président fédéral d'Allemagne de 1979 à 1984.

## Biographie
Elle commence des études de médecine en 1941, qu'elle a interrompues pendant la guerre pour travailler comme infirmière. En 1944, elle se marie à Berlin-Tegel avec Karl Carstens, qu'elle avait rencontré l'année précédente. Elle est femme au foyer avant de reprendre ses études de médecine en 1956 et obtient son diplôme en 1960.
De 1960 à 1968, elle travaille comme assistante médicale. En 1968, elle ouvre son cabinet médical à Meckenheim, près de Bonn.
Carstens est un docteur en médecine et elle a maintenu sa pratique tout au long du mandat de son mari en tant que président. Elle est un avocat de l'homéopathie. Devenue veuve en 1992, après avoir pris sa retraite de la vie publique en 2009, elle vit dans un sanatorium à Bonn jusqu'à sa mort.